# Длиннохвостые кукушки
Длиннохвостые кукушки (лат. Cercococcyx) — род из подсемейства настоящие кукушки (Cuculinae) из семейства кукушковых (Cuculidae). В роде три вида.

## Состав рода
Международный союз орнитологов относит к роду три вида:
- Cercococcyx montanus — Горная длиннохвостая кукушка
- Cercococcyx mechowi — Тёмная длиннохвостая кукушка
- Cercococcyx olivinus — Оливковая длиннохвостая кукушка

Cercococcyx lemaireae не признан Международным союзом орнитологов, которые рассматривают его как подвид Cercococcyx mechowi.